# Adamello Freschi
Adamello Freschi (Empoli, 3 febbraio 1917 – Vogogna, 29 agosto 2005) è stato un calciatore italiano, di ruolo difensore.

## Carriera
Gioca con il Padova quattro stagioni dal 1939 al 1943, collezionando 98 presenze in Serie B. Debutta il 5 novembre 1939 in Atalanta-Padova (3-0), mentre l'ultima apparizione riguarda un Padova-Pisa (3-1) del 6 giugno 1943.
Nella stagione 1947-1948 gioca in Serie B con l'Empoli, dove rimane fino al 1949.